# Los Angeles-klass
Los Angeles-klass är en amerikansk attackubåtsklass som är den till antalet största reaktordrivna ubåtsklassen som byggts av någon nation och den bildar stommen i den amerikanska attackubåtsstyrkan. Den föregicks av Sturgeon-klassens ubåtar och efterträds av Seawolf-klassens. Ubåtarna är namngivna efter amerikanska städer, vilket bröt en lång amerikansk tradition att namnge attackubåtar efter sjölevande djur.

## Fartyg i klassen

### Flight I

#### USSLos Angeles(SSN-688)

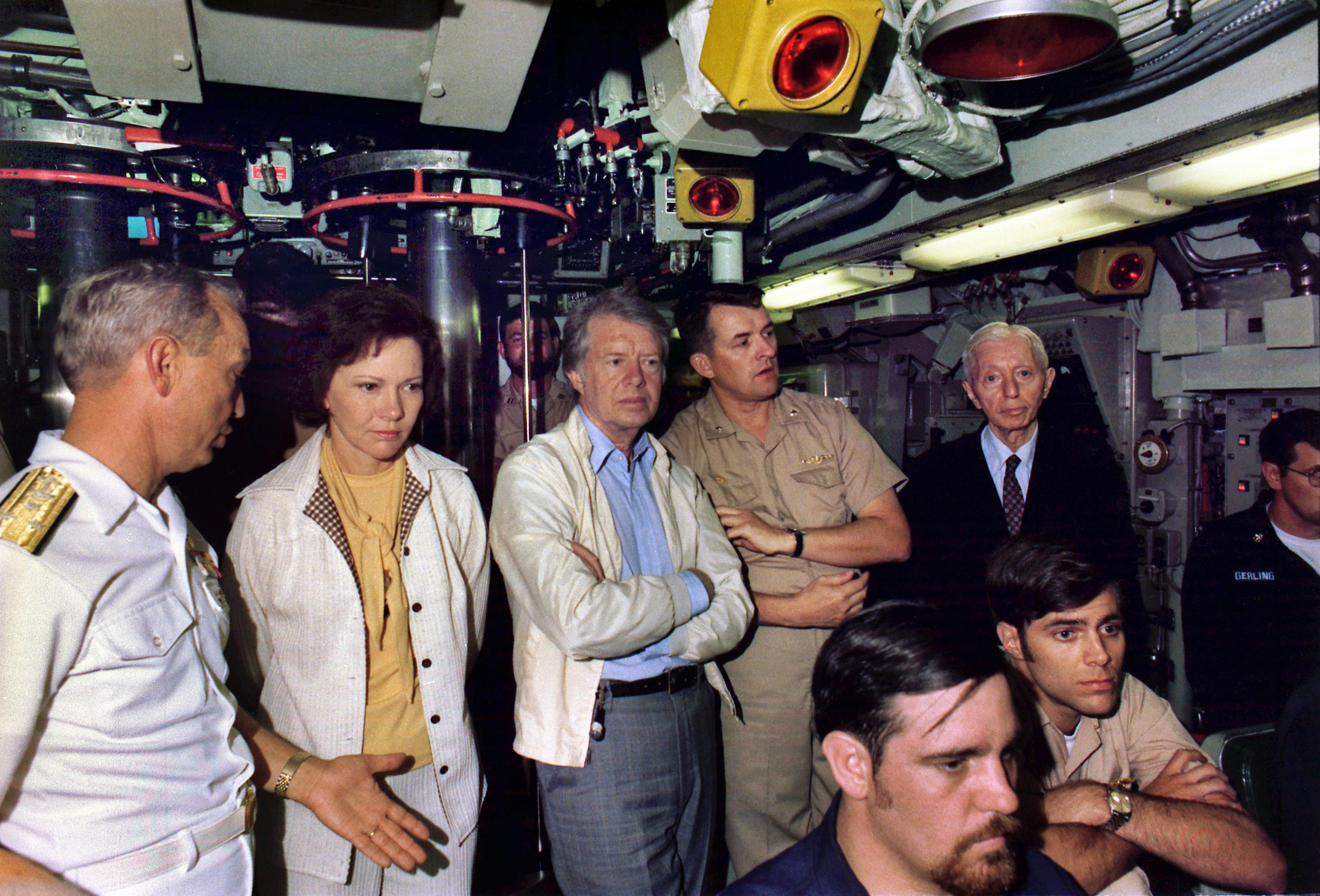
USA:s president Jimmy Carter, hustrun Rosalynn Carter samt amiral Hyman Rickover ombord på USS Los Angeles i maj 1977.

Påbörjad: 8 januari 1972, Sjösatt: 6 april 1974, Tagen i tjänst: 13 november 1976, Avrustad: 4 februari 2011

USS Los Angeles kölsträcktes den 8 januari 1972 på Newport News Shipbuildings varv i Newport News och sjösattes den 6 april 1974.Hon fick sitt namn efter staden Los Angeles. Hon togs i tjänst den 13 november 1976 och avrustades den 4 februari 2011.

#### USSBaton Rouge(SSN-689)
Påbörjad: 18 november 1972, Sjösatt: 26 april 1975, Tagen i tjänst: 25 juni 1977, Avrustad: 13 januari 1995

USS Baton Rouge kölsträcktes den 18 november 1972 på Newport News Shipbuildings varv i Newport News och sjösattes den 26 april 1975.Hon fick sitt namn efter staden Baton Rouge. Hon togs i tjänst den 25 juni 1977 och avrustades den 13 januari 1995.

#### USSPhiladelphia(SSN-690)
Påbörjad: 12 augusti 1972, Sjösatt: 19 oktober 1974, Tagen i tjänst: 25 juni 1977, Avrustad: 25 juni 2010

USS Philadelphia kölsträcktes den 12 augusti 1972 på General Dynamics Electric Boats varv i Groton och sjösattes den 19 oktober 1974.Hon fick sitt namn efter staden Philadelphia. Hon togs i tjänst den 25 juni 1977 och avrustades den 25 juni 2010.

#### USSMemphis(SSN-691)
Påbörjad: 23 juni 1973, Sjösatt: 3 april 1976, Tagen i tjänst: 17 december 1977, Avrustad: 1 april 2011

USS Memphis kölsträcktes den 23 juni 1973 på Newport News Shipbuildings varv i Newport News och sjösattes den 3 april 1976.Hon fick sitt namn efter staden Memphis. Hon togs i tjänst den 17 december 1977 och avrustades den 1 april 2011.

#### USSOmaha(SSN-692)
Påbörjad: 27 januari 1973, Sjösatt: 21 februari 1976, Tagen i tjänst: 11 mars 1978, Avrustad: 5 oktober 1995

USS Omaha kölsträcktes den 27 januari 1973 på General Dynamics Electric Boats varv i Groton och sjösattes den 21 februari 1976. Hon fick sitt namn efter staden Omaha. Hon togs i tjänst den 11 mars 1978 och avrustades den 5 oktober 1995.

#### USSCincinnati(SSN-693)
Påbörjad: 6 april 1974, Sjösatt: 19 februari 1977, Tagen i tjänst: 11 mars 1978, Avrustad: 29 juli 1996

USS Cincinnati kölsträcktes den 6 april 1974 på Newport News Shipbuildings varv i Newport News och sjösattes den 19 februari 1977. Hon fick sitt namn efter staden Cincinnati. Hon togs i tjänst den 11 mars 1978 och avrustades den 29 juli 1996.

#### USSGroton(SSN-694)
Påbörjad: 3 augusti 1973, Sjösatt: 9 oktober 1976, Tagen i tjänst: 8 juli 1978, Avrustad: 7 november 1997

USS Groton kölsträcktes den 3 augusti 1973 på General Dynamics Electric Boats varv i Groton och sjösattes den 9 oktober 1976. Hon fick sitt namn efter staden Groton. Hon togs i tjänst den 8 juli 1978 och avrustades den 7 november 1997.

#### USSBirmingham(SSN-695)
Påbörjad: 26 april 1975, Sjösatt: 29 oktober 1977, Tagen i tjänst: 16 december 1978, Avrustad: 22 december 1997

USS Birmingham kölsträcktes den 26 april 1975 på Newport News Shipbuildings varv i Newport News och sjösattes den 29 oktober 1977. Hon fick sitt namn efter staden Birmingham. Hon togs i tjänst den 16 december 1978 och avrustades den 22 december 1997.

#### USSNew York City(SSN-696)
Påbörjad: 15 december 1973, Sjösatt: 18 juni 1977, Tagen i tjänst: 3 mars 1979, Avrustad: 30 april 1997

USS New York City kölsträcktes den 15 december 1973 på General Dynamics Electric Boats varv i Groton och sjösattes den 18 juni 1977. Hon fick sitt namn efter staden New York (som på engelska heter New York City). Hon togs i tjänst den 3 mars 1979 och avrustades den 30 april 1997.

#### USSIndianapolis(SSN-697)
Påbörjad: 19 oktober 1974, Sjösatt: 30 juli 1977, Tagen i tjänst: 5 januari 1980, Avrustad: 22 december 1998

USS Indianapolis kölsträcktes den 19 oktober 1974 på General Dynamics Electric Boats varv i Groton och sjösattes den 30 juli 1977. Hon fick sitt namn efter staden Indianapolis. Hon togs i tjänst den 5 januari 1980 och avrustades den 22 december 1998.

#### USSBremerton(SSN-698)
Påbörjad: 8 maj 1976, Sjösatt: 22 juli 1978, Tagen i tjänst: 28 mars 1981

USS Bremerton kölsträcktes den 8 maj 1976 på General Dynamics Electric Boats varv i Groton och sjösattes den 22 juli 1978.Hon fick sitt namn efter staden Bremerton. Hon togs i tjänst den 28 mars 1981.

#### USSJacksonville(SSN-699)
Påbörjad: 21 februari 1976, Sjösatt: 18 november 1978, Tagen i tjänst: 16 maj 1981

USS Jacksonville kölsträcktes den 21 februari 1976 på General Dynamics Electric Boats varv i Groton och sjösattes den 18 november 1978.Hon fick sitt namn efter staden Jacksonville. Hon togs i tjänst den 16 maj 1981.

#### USSDallas(SSN-700)
Påbörjad: 9 oktober 1976, Sjösatt: 28 april 1979, Tagen i tjänst: 18 juli 1981

USS Dallas kölsträcktes den 9 oktober 1976 på General Dynamics Electric Boats varv i Groton och sjösattes den 28 april 1979.Hon fick sitt namn efter staden Dallas. Hon togs i tjänst den 18 juli 1981.

#### USSLa Jolla(SSN-701)
Påbörjad: 16 oktober 1976, Sjösatt: 11 augusti 1979, Tagen i tjänst: 24 oktober 1981

USS La Jolla kölsträcktes den 16 oktober 1976 på General Dynamics Electric Boats varv i Groton och sjösattes den 11 augusti 1979.Hon fick sitt namn efter staden La Jolla. Hon togs i tjänst den 24 oktober 1981.

#### USSPhoenix(SSN-702)
Påbörjad: 30 juli 1977, Sjösatt: 8 december 1979, Tagen i tjänst: 19 december 1981, Avrustad: 29 juli 1998

USS Phoenix kölsträcktes den 30 juli 1977 på General Dynamics Electric Boats varv i Groton och sjösattes den 8 december 1979.Hon fick sitt namn efter staden Phoenix. Hon togs i tjänst den 19 december 1981 och avrustades den 29 juli 1998.

#### USSBoston(SSN-703)
Påbörjad: 11 augusti 1978, Sjösatt: 19 april 1980, Tagen i tjänst: 30 januari 1982, Avrustad: 19 november 1999

USS Boston kölsträcktes den 11 augusti 1978 på General Dynamics Electric Boats varv i Groton och sjösattes den 19 april 1980.Hon fick sitt namn efter staden Boston. Hon togs i tjänst den 30 januari 1982 och avrustades den 19 november 1999.

#### USSBaltimore(SSN-704)
Påbörjad: 21 maj 1979, Sjösatt: 13 december 1980, Tagen i tjänst: 24 juli 1982, Avrustad: 10 juli 1998

USS Baltimore kölsträcktes den 21 maj 1979 på General Dynamics Electric Boats varv i Groton och sjösattes den 13 december 1980.Hon fick sitt namn efter staden Baltimore. Hon togs i tjänst den 24 juli 1982 och avrustades den 10 juli 1998.

#### USSCity of Corpus Christi(SSN-705)
Påbörjad: 4 september 1979, Sjösatt: 25 april 1981, Tagen i tjänst: 8 januari 1983, Avrustad: 3 augusti 2017

USS City of Corpus Christi kölsträcktes den 4 september 1979 på General Dynamics Electric Boats varv i Groton och sjösattes den 25 april 1981.Hon fick sitt namn efter staden Corpus Christi. Hon togs i tjänst den 8 januari 1983 och avrustades den 3 augusti 2017.

#### USSAlbuquerque(SSN-706)
Påbörjad: 27 december 1979, Sjösatt: 13 mars 1982, Tagen i tjänst: 21 maj 1983, Avrustad: 27 februari 2017

USS Albuquerque kölsträcktes den 27 december 1979 på General Dynamics Electric Boats varv i Groton och sjösattes den 13 mars 1982.Hon fick sitt namn efter staden Albuquerque. Hon togs i tjänst den 21 maj 1983 och avrustades den 27 februari 2017.

#### USSPortsmouth(SSN-707)
Påbörjad: 8 maj 1980, Sjösatt: 18 september 1982, Tagen i tjänst: 1 oktober 1983, Avrustad: 10 september 2004

USS Portsmouth kölsträcktes den 8 maj 1980 på General Dynamics Electric Boats varv i Groton och sjösattes den 18 september 1982.Hon fick sitt namn efter staden Portsmouth. Hon togs i tjänst den 1 oktober 1983 och avrustades den 10 september 2004.

#### USSMinneapolis-Saint Paul(SSN-708)
Påbörjad: 20 januari 1981, Sjösatt: 19 mars 1983, Tagen i tjänst: 10 mars 1984, Avrustad: 28 augusti 2008

USS Minneapolis-Saint Paul kölsträcktes den 20 januari 1981 på General Dynamics Electric Boats varv i Groton och sjösattes den 19 mars 1983.Hon fick sitt namn efter staden Minneapolis-Saint Paul. Hon togs i tjänst den 10 mars 1984 och avrustades den 28 augusti 2008.

#### USSHyman G. Rickover(SSN-709)
Påbörjad: 24 juli 1981, Sjösatt: 27 augusti 1983, Tagen i tjänst: 21 juli 1984, Avrustad: 14 december 2006

USS Hyman G. Rickover kölsträcktes den 24 juli 1981 på General Dynamics Electric Boats varv i Groton och sjösattes den 27 augusti 1983.Hon är den enda av Los Angeles-klassens ubåtar som inte har sitt namn efter en stad utan hon fick sitt namn efter amiralen Hyman G. Rickover Atomflottans fader (Father of the Nuclear Navy). Hon togs i tjänst den 21 juli 1984 och avrustades den 14 december 2006.

#### USSAugusta(SSN-710)
Påbörjad: 1 april 1983, Sjösatt: 21 januari 1984, Tagen i tjänst: 19 januari 1985, Avrustad: 11 februari 2009

USS Augusta kölsträcktes den 1 april 1983 på General Dynamics Electric Boats varv i Groton och sjösattes den 21 januari 1984.Hon fick sitt namn efter staden Augusta. Hon togs i tjänst den 19 januari 1985 och avrustades den 11 februari 2009.

#### USSSan Francisco(SSN-711)
Påbörjad: 26 maj 1977, Sjösatt: 27 oktober 1979, Tagen i tjänst: 24 april 1981

USS San Francisco kölsträcktes den 26 maj 1977 på Newport News Shipbuildings varv i Newport News och sjösattes den 27 oktober 1979.Hon fick sitt namn efter staden San Francisco. Hon togs i tjänst den 24 april 1981.

#### USSAtlanta(SSN-712)
Påbörjad: 17 augusti 1978, Sjösatt: 16 augusti 1980, Tagen i tjänst: 6 mars 1982, Avrustad: 16 december 1999

USS Atlanta kölsträcktes den 17 augusti 1978 på Newport News Shipbuildings varv i Newport News och sjösattes den 16 augusti 1980.Hon fick sitt namn efter staden Atlanta. Hon togs i tjänst den 6 mars 1982 och avrustades den 16 december 1999.

#### USSHouston(SSN-713)
Påbörjad: 29 januari 1979, Sjösatt: 21 mars 1981, Tagen i tjänst: 25 september 1982, Avrustad: 26 augusti 2016

USS Houston kölsträcktes den 29 januari 1979 på Newport News Shipbuildings varv i Newport News och sjösattes den 21 mars 1981.Hon fick sitt namn efter staden Houston. Hon togs i tjänst den 25 september 1982 och avrustades den 26 augusti 2016.

#### USSNorfolk(SSN-714)
Påbörjad: 1 augusti 1979, Sjösatt: 31 oktober 1981, Tagen i tjänst: 21 maj 1983, Avrustad: 11 december 2014

USS Norfolk kölsträcktes den 1 augusti 1979 på Newport News Shipbuildings varv i Newport News och sjösattes den 31 oktober 1981.Hon fick sitt namn efter staden Norfolk. Hon togs i tjänst den 21 maj 1983 och avrustades den 11 december 2014.

#### USSBuffalo(SSN-715)
Påbörjad: 25 januari 1980, Sjösatt: 8 maj 1982, Tagen i tjänst: 5 november 1983

USS Buffalo kölsträcktes den 25 januari 1980 på Newport News Shipbuildings varv i Newport News och sjösattes den 8 maj 1982.Hon fick sitt namn efter staden Buffalo. Hon togs i tjänst den 5 november 1983.

#### USSSalt Lake City(SSN-716)
Påbörjad: 26 augusti 1980, Sjösatt: 16 oktober 1982, Tagen i tjänst: 12 maj 1984, Avrustad: 15 januari 2006

USS Salt Lake City kölsträcktes den 26 augusti 1980 på Newport News Shipbuildings varv i Newport News och sjösattes den 16 oktober 1982.Hon fick sitt namn efter staden Salt Lake City. Hon togs i tjänst den 12 maj 1984 och avrustades den 15 januari 2006.

#### USSOlympia(SSN-717)
Påbörjad: 31 mars 1981, Sjösatt: 30 april 1983, Tagen i tjänst: 17 november 1984

USS Olympia kölsträcktes den 31 mars 1981 på Newport News Shipbuildings varv i Newport News och sjösattes den 30 april 1983.Hon fick sitt namn efter staden Olympia. Hon togs i tjänst den 17 november 1984.

#### USSHonolulu(SSN-718)
Påbörjad: 10 november 1981, Sjösatt: 24 september 1983, Tagen i tjänst: 6 juli 1985, Avrustad: 2 november 2007

USS Honolulu kölsträcktes den 10 november 1981 på Newport News Shipbuildings varv i Newport News och sjösattes den 24 september 1983.Hon fick sitt namn efter staden Honolulu. Hon togs i tjänst den 6 juli 1985 och avrustades den 2 november 2007.

### Flight II
Utrustade med tolv vertikala tuber för Tomahawk robotar utanför tryckskrovet.

#### USSProvidence(SSN-719)

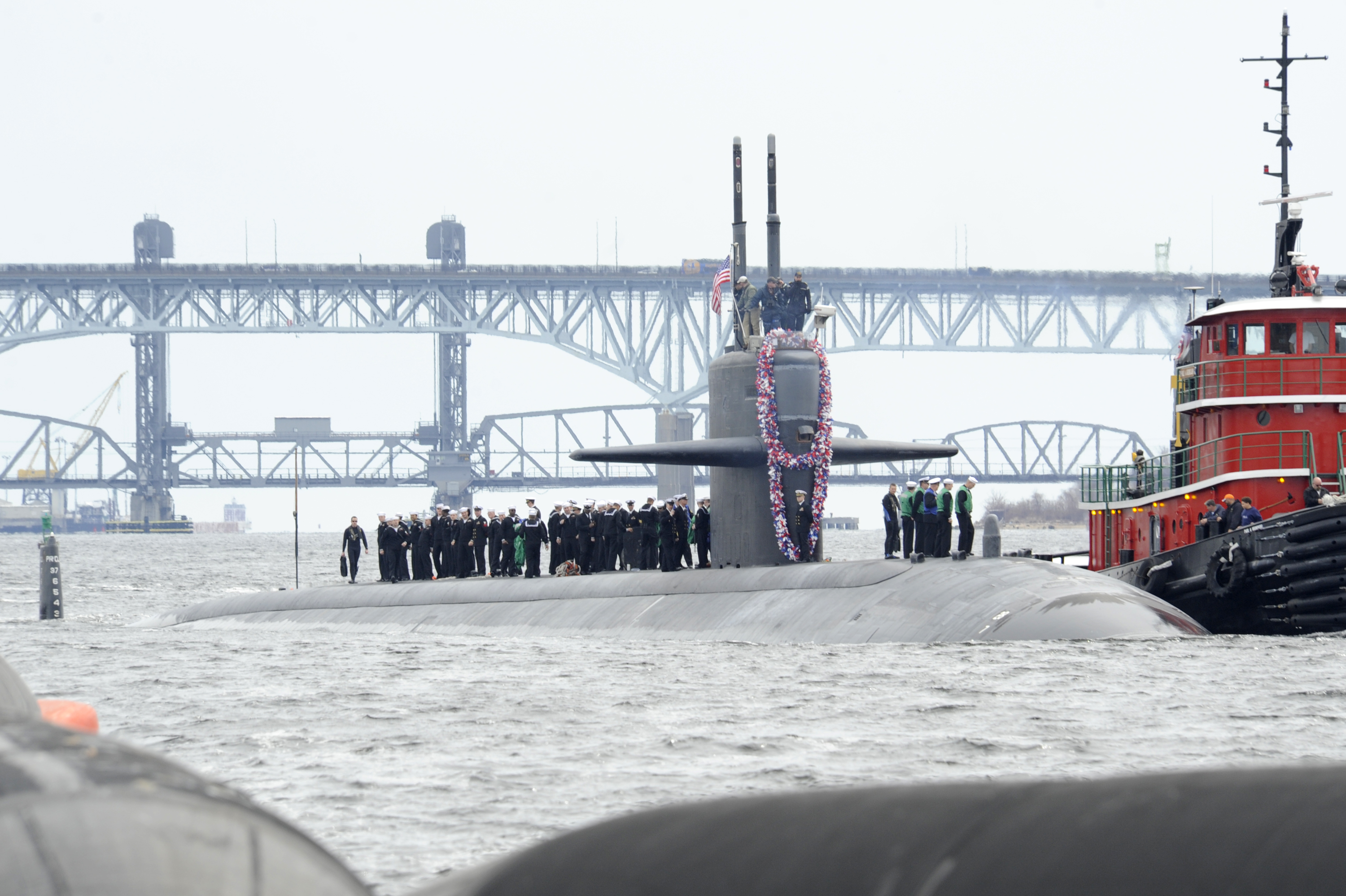
återvänder till Naval Submarine Base New London, 2011.

Påbörjad: 14 oktober 1982, Sjösatt: 4 augusti 1984, Tagen i tjänst: 27 juli 1985

USS Providence kölsträcktes den 14 oktober 1982 på General Dynamics Electric Boats varv i Groton och sjösattes den 4 augusti 1984.Hon fick sitt namn efter staden Providence. Hon togs i tjänst den 27 juli 1985.

#### USSPittsburgh(SSN-720)
Påbörjad: 15 april 1983, Sjösatt: 8 december 1984, Tagen i tjänst: 23 november 1985

USS Pittsburgh kölsträcktes den 15 april 1983 på General Dynamics Electric Boats varv i Groton och sjösattes den 8 december 1984.Hon fick sitt namn efter staden Pittsburgh. Hon togs i tjänst den 23 november 1985.

#### USSChicago(SSN-721)
Påbörjad: 5 januari 1983, Sjösatt: 13 oktober 1984, Tagen i tjänst: 27 september 1986

USS Chicago kölsträcktes den 5 januari 1983 på Newport News Shipbuildings varv i Newport News och sjösattes den 13 oktober 1984.Hon fick sitt namn efter staden Chicago. Hon togs i tjänst den 27 september 1986.

#### USSKey West(SSN-722)
Påbörjad: 6 juli 1983, Sjösatt: 20 juli 1985, Tagen i tjänst: 12 september 1987

USS Key West kölsträcktes den 6 juli 1983 på Newport News Shipbuildings varv i Newport News och sjösattes den 20 juli 1985.Hon fick sitt namn efter staden Key West. Hon togs i tjänst den 12 september 1987.

#### USSOklahoma City(SSN-723)
Påbörjad: 4 januari 1984, Sjösatt: 2 november 1985, Tagen i tjänst: 9 juli 1988

USS Oklahoma City kölsträcktes den 4 januari 1984 på Newport News Shipbuildings varv i Newport News och sjösattes den 2 november 1985.Hon fick sitt namn efter staden Oklahoma City. Hon togs i tjänst den 9 juli 1988.

#### USSLouisville(SSN-724)
Påbörjad: 24 september 1984, Sjösatt: 14 december 1985, Tagen i tjänst: 8 november 1986

USS Louisville kölsträcktes den 24 september 1984 på General Dynamics Electric Boats varv i Groton och sjösattes den 14 december 1985.Hon fick sitt namn efter staden Louisville. Hon togs i tjänst den 8 november 1986.

#### USSHelena(SSN-725)
Påbörjad: 28 mars 1985, Sjösatt: 28 juni 1986, Tagen i tjänst: 11 juli 1987

USS Helena kölsträcktes den 28 mars 1985 på General Dynamics Electric Boats varv i Groton och sjösattes den 28 juni 1986.Hon fick sitt namn efter staden Helena. Hon togs i tjänst den 11 juli 1987.

#### USSNewport News(SSN-750)
Påbörjad: 3 mars 1984, Sjösatt: 15 mars 1986, Tagen i tjänst: 3 juni 1989

USS Newport News kölsträcktes den 3 mars 1984 på Newport News Shipbuildings varv i Newport News och sjösattes den 15 mars 1986.Hon fick sitt namn efter staden Newport News. Hon togs i tjänst den 3 juni 1989.

### Flight III 688i (Improved)

#### USSSan Juan(SSN-751)

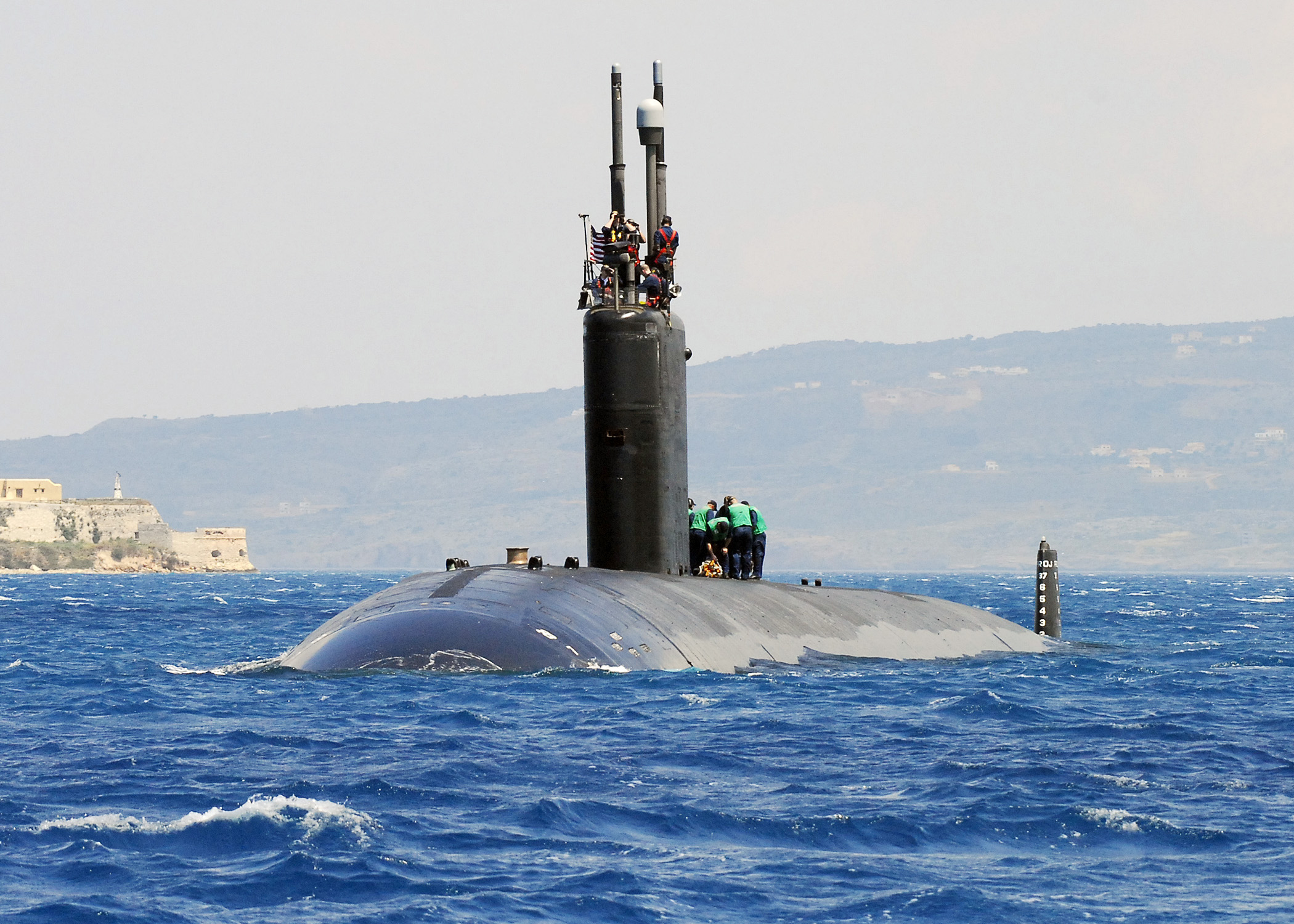
USS San Juan anländer för örlogsbesök vid Souda på Kreta, 22 maj 2007.

Påbörjad: 9 augusti 1985, Sjösatt: 6 december 1986, Tagen i tjänst: 6 augusti 1988

USS San Juan kölsträcktes den 9 augusti 1985 på General Dynamics Electric Boats varv i Groton och sjösattes den 6 december 1986.Hon fick sitt namn efter staden San Juan. Hon togs i tjänst den 6 augusti 1988.

#### USSPasadena(SSN-752)
Påbörjad: 20 december 1985, Sjösatt: 12 september 1987, Tagen i tjänst: 11 februari 1989

USS Pasadena kölsträcktes den 20 december 1985 på General Dynamics Electric Boats varv i Groton och sjösattes den 12 september 1987.Hon fick sitt namn efter staden Pasadena. Hon togs i tjänst den 11 februari 1989.

#### USSAlbany(SSN-753)
Påbörjad: 22 april 1985, Sjösatt: 13 juni 1987, Tagen i tjänst: 7 april 1990

USS Albany kölsträcktes den 22 april 1985 på Newport News Shipbuildings varv i Newport News och sjösattes den 13 juni 1987.Hon fick sitt namn efter staden Albany. Hon togs i tjänst den 7 april 1990.

#### USSTopeka(SSN-754)
Påbörjad: 13 maj 1986, Sjösatt: 23 januari 1988, Tagen i tjänst: 21 oktober 1989

USS Topeka kölsträcktes den 13 maj 1986 på General Dynamics Electric Boats varv i Groton och sjösattes den 23 januari 1988.Hon fick sitt namn efter staden Topeka. Hon togs i tjänst den 21 oktober 1989.

#### USSMiami(SSN-755)
Påbörjad: 24 oktober 1986, Sjösatt: 12 november 1988, Tagen i tjänst: 30 juni 1990, Avrustad: 28 mars 2014

USS Miami kölsträcktes den 24 oktober 1986 på General Dynamics Electric Boats varv i Groton och sjösattes den 12 november 1988.Hon fick sitt namn efter staden Miami. Hon togs i tjänst den 30 juni 1990 och avrustades den 28 mars 2014.

#### USSScranton(SSN-756)
Påbörjad: 29 augusti 1986, Sjösatt: 3 juli 1989, Tagen i tjänst: 26 januari 1991

USS Scranton kölsträcktes den 29 augusti 1986 på Newport News Shipbuildings varv i Newport News och sjösattes den 3 juli 1989.Hon fick sitt namn efter staden Scranton. Hon togs i tjänst den 26 januari 1991.

#### USSAlexandria(SSN-757)
Påbörjad: 19 juni 1987, Sjösatt: 23 juni 1990, Tagen i tjänst: 29 juni 1991

USS Alexandria kölsträcktes den 19 juni 1987 på General Dynamics Electric Boats varv i Groton och sjösattes den 23 juni 1990.Hon fick sitt namn efter staden Alexandria. Hon togs i tjänst den 29 juni 1991.

#### USSAsheville(SSN-758)
Påbörjad: 9 januari 1987, Sjösatt: 24 februari 1990, Tagen i tjänst: 28 september 1991

USS Asheville kölsträcktes den 9 januari 1987 på Newport News Shipbuildings varv i Newport News och sjösattes den 24 februari 1990.Hon fick sitt namn efter staden Asheville. Hon togs i tjänst den 28 september 1991.

#### USSJefferson City(SSN-759)
Påbörjad: 21 september 1987, Sjösatt: 17 augusti 1990, Tagen i tjänst: 29 februari 1992

USS Jefferson City kölsträcktes den 21 september 1987 på Newport News Shipbuildings varv i Newport News och sjösattes den 17 augusti 1990.Hon fick sitt namn efter staden Jefferson City. Hon togs i tjänst den 29 februari 1992.

#### USSAnnapolis(SSN-760)
Påbörjad: 15 juni 1988, Sjösatt: 18 maj 1991, Tagen i tjänst: 11 april 1992

USS Annapolis kölsträcktes den 15 juni 1988 på General Dynamics Electric Boats varv i Groton och sjösattes den 18 maj 1991.Hon fick sitt namn efter staden Annapolis. Hon togs i tjänst den 11 april 1992.

#### USSSpringfield(SSN-761)
Påbörjad: 29 januari 1990, Sjösatt: 4 januari 1992, Tagen i tjänst: 9 januari 1993

USS Springfield kölsträcktes den 29 januari 1990 på General Dynamics Electric Boats varv i Groton och sjösattes den 4 januari 1992.Hon fick sitt namn efter städerna Springfield, Illinois och Springfield, Massachusetts. Hon togs i tjänst den 9 januari 1993.

#### USSColumbus(SSN-762)
Påbörjad: 9 januari 1991, Sjösatt: 1 augusti 1992, Tagen i tjänst: 24 juli 1993

USS Columbus kölsträcktes den 9 januari 1991 på General Dynamics Electric Boats varv i Groton och sjösattes den 1 augusti 1992.Hon fick sitt namn efter staden Columbus i Ohio. Hon togs i tjänst den 24 juli 1993.

#### USSSanta Fe(SSN-763)
Påbörjad: 9 juli 1991, Sjösatt: 12 december 1992, Tagen i tjänst: 8 januari 1994

USS Santa Fe kölsträcktes den 9 juli 1991 på General Dynamics Electric Boats varv i Groton och sjösattes den 12 december 1992.Hon fick sitt namn efter staden Santa Fe. Hon togs i tjänst den 8 januari 1994.

#### USSBoise(SSN-764)
Påbörjad: 25 augusti 1988, Sjösatt: 23 mars 1991, Tagen i tjänst: 7 november 1992

USS Boise kölsträcktes den 25 augusti 1988 på Newport News Shipbuildings varv i Newport News och sjösattes den 23 mars 1991.Hon fick sitt namn efter staden Boise. Hon togs i tjänst den 7 november 1992.

#### USSMontpelier(SSN-765)
Påbörjad: 19 maj 1989, Sjösatt: 23 augusti 1991, Tagen i tjänst: 13 mars 1993

USS Montpelier kölsträcktes den 19 maj 1989 på Newport News Shipbuildings varv i Newport News och sjösattes den 23 augusti 1991.Hon fick sitt namn efter staden Montpelier. Hon togs i tjänst den 13 mars 1993.

#### USSCharlotte(SSN-766)
Påbörjad: 17 augusti 1990, Sjösatt: 3 oktober 1992, Tagen i tjänst: 16 september 1994

USS Charlotte kölsträcktes den 17 augusti 1990 på Newport News Shipbuildings varv i Newport News och sjösattes den 3 oktober 1992.Hon fick sitt namn efter staden Charlotte. Hon togs i tjänst den 16 september 1994.

#### USSHampton(SSN-767)
Påbörjad: 2 mars 1990, Sjösatt: 3 april 1992, Tagen i tjänst: 6 november 1993

USS Hampton kölsträcktes den 2 mars 1990 på Newport News Shipbuildings varv i Newport News och sjösattes den 3 april 1992.Hon fick sitt namn efter städerna  Hampton, Virginia, Hampton, Iowa, Hampton, South Carolina och Hampton, New Hampshire. Hon togs i tjänst den 6 november 1993.

#### USSHartford(SSN-768)
Påbörjad: 22 februari 1992, Sjösatt: 4 december 1993, Tagen i tjänst: 10 december 1994

USS Hartford kölsträcktes den 22 februari 1992 på General Dynamics Electric Boats varv i Groton och sjösattes den 4 december 1993.Hon fick sitt namn efter staden Hartford. Hon togs i tjänst den 10 december 1994.

#### USSToledo(SSN-769)
Påbörjad: 6 maj 1991, Sjösatt: 28 augusti 1993, Tagen i tjänst: 24 februari 1995

USS Toledo kölsträcktes den 6 maj 1991 på Newport News Shipbuildings varv i Newport News och sjösattes den 28 augusti 1993.Hon fick sitt namn efter staden Toledo. Hon togs i tjänst den 24 februari 1995.

#### USSTucson(SSN-770)
Påbörjad: 15 augusti 1991, Sjösatt: 20 mars 1994, Tagen i tjänst: 18 augusti 1995

USS Tucson kölsträcktes den 15 augusti 1991 på Newport News Shipbuildings varv i Newport News och sjösattes den 20 mars 1994.Hon fick sitt namn efter staden Tucson. Hon togs i tjänst den 18 augusti 1995.

#### USSColumbia(SSN-771)
Påbörjad: 21 april 1993, Sjösatt: 24 september 1994, Tagen i tjänst: 9 oktober 1995

USS Columbia kölsträcktes den 21 april 1993 på General Dynamics Electric Boats varv i Groton och sjösattes den 24 september 1994.Hon fick sitt namn efter städerna Columbia, South Carolina, Columbia, Missouri och Columbia, Illinois. Hon togs i tjänst den 9 oktober 1995.

#### USSGreeneville(SSN-772)
Påbörjad: 28 februari 1992, Sjösatt: 17 september 1994, Tagen i tjänst: 16 februari 1996

USS Greeneville kölsträcktes den 28 februari 1992 på Newport News Shipbuildings varv i Newport News och sjösattes den 17 september 1994.Hon fick sitt namn efter staden Greeneville. Hon togs i tjänst den 16 februari 1996.

#### USSCheyenne(SSN-773)
Påbörjad: 6 juli 1992, Sjösatt: 16 april 1995, Tagen i tjänst: 13 september 1996

USS Cheyenne kölsträcktes den 6 juli 1992 på Newport News Shipbuildings varv i Newport News och sjösattes den 16 april 1995.Hon fick sitt namn efter staden Cheyenne. Hon togs i tjänst den 13 september 1996.